# Collegio elettorale di Mondovì (Senato della Repubblica)
Il collegio di Mondovì fu un collegio elettorale uninominale della Repubblica Italiana appartenente alla Circoscrizione Piemonte; fu utilizzato per eleggere un senatore della Repubblica dalla I alla XI legislatura.

## Storia
Il collegio venne creato nel 1948 secondo la legge n. 29 del 6 febbraio 1948 la quale, pur basandosi sull'impianto proporzionale in vigore per la Camera, rispetto a quest'ultima conteneva alcuni piccoli correttivi in senso maggioritario. Tale legge ebbe il suo definitivo perfezionamento col Testo Unico n°361 del 1957. Differentemente dalla Camera, la legge elettorale del Senato si articolava su base regionale, seguendo il dettato costituzionale (art.57). Ogni Regione era suddivisa in tanti collegi uninominali quanti erano i seggi ad essa assegnati. All'interno di ciascun collegio, veniva eletto il candidato che avesse raggiunto il quorum del 65% delle preferenze: tale soglia, oggettivamente di difficilissimo conseguimento, tradiva l'impianto proporzionale su cui era concepito anche il sistema elettorale della Camera Alta. Qualora, come normalmente avveniva, nessun candidato avesse conseguito l'elezione, i voti di tutti i candidati venivano raggruppati in liste di partito a livello regionale, dove i seggi venivano allocati utilizzando il metodo D'Hondt delle maggiori medie statistiche e quindi, all'interno di ciascuna lista, venivano dichiarati eletti i candidati con le migliori percentuali di preferenza.
Nel 1993, con la cosiddetta Legge Mattarella (Legge n. 276, Norme per l'elezione del Senato della Repubblica), attuata in seguito al referendum abrogativo del 1993, venne istituito per la Camera dei deputati e per il Senato della Repubblica un sistema di elezione misto, in parte maggioritario e in parte proporzionale. Il 75% dei parlamentari dell'assemblea veniva eletto in collegi uninominali tramite sistema maggioritario a turno unico; il restante 25% al Senato veniva eletto tramite recupero proporzionale dei più votati non eletti attraverso un meccanismo di calcolo denominato "scorporo", cioè sottraendo dal conteggio dei voti totali di una lista nella parte proporzionale i voti ottenuti dai candidati collegati alla medesima lista che erano eletti nei collegi uninominali con il sistema maggioritario.
Il collegio di Mondovì venne pertanto abolito nel 1993 e fu sostituito dai collegi uninominali di Alba e Cuneo.

## Territorio
Il collegio di Mondovì era uno dei 17 collegi uninominali in cui era suddiviso il Piemonte; comprendeva i seguenti comuni: Alto, Bagnasco, Bastia Mondovì, Battifollo, Beinette, Belvedere Langhe, Bene Vagienna, Bonvicino, Bossolasco, Briaglia, Camerana, Caprauna, Carrù, Castelletto Stura, Castelletto Uzzone, Castellino Tanaro, Castelnuovo di Ceva, Centallo, Ceva, Chiusa di Pesio, Cigliè, Clavesana, Dogliani, Farigliano, Feisoglio, Fossano, Frabosa Soprana, Frabosa Sottana, Garessio, Genola, Gorzegno, Gottasecca, Igliano, Lequio Tanaro, Lesegno, Lisio, Magliano Alpi, Margarita, Marsaglia, Mombarcaro, Mombasiglio, Monastero di Vasco, Monasterolo Casotto, Mondovì, Monesiglio, Monforte d'Alba, Montaldo di Mondovì, Montanera, Montezemolo, Morozzo, Murazzano, Narzole, Niella Belbo, Niella Tanaro, Nucetto, Ormea, Pamparato, Paroldo, Perlo, Pezzolo Valle Uzzone, Pianfei, Piozzo, Priero, Priola, Prunetto, Roascio, Roburent, Rocca Cigliè, Rocca de' Baldi, Roccaforte Mondovì, Roddino, Rodello, Sale delle Langhe, Saliceto, Salmour, San Michele Mondovì, Sant'Albano Stura, Scagnello, Serravalle Langhe, Somano, Tarantasca, Torre Mondovì, Torresina, Trinità, Vicoforte, Villafalletto, Villanova Mondovì, Viola e Vottignasco.

## Dati elettorali

### I legislatura
|                                                                                | Italo Mario Sacco ✔️ Eletto    | Democrazia Cristiana           | 55 022  | 54,48 |  |  |  |  |  |
|                                                                                | Egidio Fazio ✔️ Eletto         | Indipendente                   | 19 944  | 19,75 |  |  |  |  |  |
|                                                                                | Primo Silvestrini              | Fronte Democratico Popolare    | 12 022  | 11,90 |  |  |  |  |  |
|                                                                                | Battista Vivalda               | Partito dei Contadini d'Italia | 11 191  | 11,08 |  |  |  |  |  |
|                                                                                | Umberto Cordero di Montezemolo | Partito Nazionale Monarchico   | 2 819   | 2,79  |  |  |  |  |  |
| Totale                                                                         | Totale                         | Totale                         | 100 998 | 100   |  |  |  |  |  |
|                                                                                |                                |                                |         |       |  |  |  |  |  |
| Voti non validi                                                                | Voti non validi                | Voti non validi                | 8 001   | 7,34  |  |  |  |  |  |
| Votanti                                                                        | Votanti                        | Votanti                        | 108 999 | 91,26 |  |  |  |  |  |
| Elettori                                                                       | Elettori                       | Elettori                       | 119 434 |       |  |  |  |  |  |
|                                                                                |                                |                                |         |       |  |  |  |  |  |
| Nota: quorum del 65% non raggiunto; ripartizione dei seggi a livello regionale |                                |                                |         |       |  |  |  |  |  |
| Data: 18 aprile 1948                                                           |                                |                                |         |       |  |  |  |  |  |
| Fonte: Ministero dell'interno                                                  |                                |                                |         |       |  |  |  |  |  |

### II legislatura
|                                                                                | Giovanni Battista Bertone ✔️ Eletto | Democrazia Cristiana                    | 51 484  | 51,20 |  |  |  |  |  |
|                                                                                | Giuseppe Dardanelli ✔️ Eletto       | Partito Liberale Italiano               | 10 936  | 10,88 |  |  |  |  |  |
|                                                                                | Ezio Giasco                         | Partito Comunista Italiano              | 9 067   | 9,02  |  |  |  |  |  |
|                                                                                | Michelangelo Pellegrino             | Partito Socialista Democratico Italiano | 8 109   | 8,06  |  |  |  |  |  |
|                                                                                | Oreste Brena                        | Partito Socialista Italiano             | 7 523   | 7,48  |  |  |  |  |  |
|                                                                                | Battista Vivalda                    | Partito dei Contadini d'Italia          | 6 872   | 6,83  |  |  |  |  |  |
|                                                                                | Alessandro Scotti                   | Partito Nazionale Monarchico            | 5 372   | 5,34  |  |  |  |  |  |
|                                                                                | Renato Sardo                        | Movimento Sociale Italiano              | 1 183   | 1,18  |  |  |  |  |  |
| Totale                                                                         | Totale                              | Totale                                  | 100 546 | 100   |  |  |  |  |  |
|                                                                                |                                     |                                         |         |       |  |  |  |  |  |
| Voti non validi                                                                | Voti non validi                     | Voti non validi                         | 7 456   | 6,90  |  |  |  |  |  |
| Votanti                                                                        | Votanti                             | Votanti                                 | 108 002 | 91,46 |  |  |  |  |  |
| Elettori                                                                       | Elettori                            | Elettori                                | 118 084 |       |  |  |  |  |  |
|                                                                                |                                     |                                         |         |       |  |  |  |  |  |
| Nota: quorum del 65% non raggiunto; ripartizione dei seggi a livello regionale |                                     |                                         |         |       |  |  |  |  |  |
| Data: 7 giugno 1953                                                            |                                     |                                         |         |       |  |  |  |  |  |
| Fonte: Ministero dell'interno                                                  |                                     |                                         |         |       |  |  |  |  |  |

### III legislatura
|                                                                                | Giovanni Battista Bertone ✔️ Eletto | Democrazia Cristiana                       | 53 328  | 53,41 |  |  |  |  |  |
|                                                                                | Giuseppe Dardanelli ✔️ Eletto       | Partito Liberale Italiano                  | 11 507  | 11,53 |  |  |  |  |  |
|                                                                                | Giacomo Rovella                     | Partito Socialista Democratico Italiano    | 9 606   | 9,62  |  |  |  |  |  |
|                                                                                | Selene Amodeo                       | Partito Socialista Italiano                | 7 418   | 7,43  |  |  |  |  |  |
|                                                                                | Aldo Manassero                      | Partito Comunista Italiano                 | 6 931   | 6,94  |  |  |  |  |  |
|                                                                                | Flavio Colombo                      | Movimento Autonomista Regionale Piemontese | 2 998   | 3,00  |  |  |  |  |  |
|                                                                                | Battista Vivalda                    | Movimento Comunità                         | 2 773   | 2,78  |  |  |  |  |  |
|                                                                                | Alessandro Scotti                   | Partito Nazionale Monarchico               | 1 823   | 1,83  |  |  |  |  |  |
|                                                                                | Roberto Morozzo della Rocca         | Partito Monarchico Popolare                | 1 557   | 1,56  |  |  |  |  |  |
|                                                                                | Francesco Turco                     | Movimento Rurale                           | 1 089   | 1,09  |  |  |  |  |  |
|                                                                                | Giovanni Bonelli                    | Movimento Sociale Italiano                 | 813     | 0,81  |  |  |  |  |  |
| Totale                                                                         | Totale                              | Totale                                     | 99 843  | 100   |  |  |  |  |  |
|                                                                                |                                     |                                            |         |       |  |  |  |  |  |
| Voti non validi                                                                | Voti non validi                     | Voti non validi                            | 7 506   | 6,99  |  |  |  |  |  |
| Votanti                                                                        | Votanti                             | Votanti                                    | 107 349 | 93,01 |  |  |  |  |  |
| Elettori                                                                       | Elettori                            | Elettori                                   | 115 421 |       |  |  |  |  |  |
|                                                                                |                                     |                                            |         |       |  |  |  |  |  |
| Nota: quorum del 65% non raggiunto; ripartizione dei seggi a livello regionale |                                     |                                            |         |       |  |  |  |  |  |
| Data: 25 maggio 1958                                                           |                                     |                                            |         |       |  |  |  |  |  |
| Fonte: Ministero dell'interno                                                  |                                     |                                            |         |       |  |  |  |  |  |

### IV legislatura
|                                                                                | Giovanni Battista Bertone ✔️ Eletto | Democrazia Cristiana                    | 51 410  | 54,10 |  |  |  |  |  |
|                                                                                | Giuseppe Dardanelli                 | Partito Liberale Italiano               | 12 352  | 13,00 |  |  |  |  |  |
|                                                                                | Giacomo Rovella ✔️ Eletto           | Partito Socialista Democratico Italiano | 11 257  | 11,85 |  |  |  |  |  |
|                                                                                | Primo Silvestrini                   | Partito Socialista Italiano             | 9 369   | 9,86  |  |  |  |  |  |
|                                                                                | V. Sparla                           | Partito Comunista Italiano              | 6 840   | 7,20  |  |  |  |  |  |
|                                                                                | C. Cordero di Montezemolo           | Contadini Combattenti                   | 3 797   | 4,00  |  |  |  |  |  |
| Totale                                                                         | Totale                              | Totale                                  | 95 025  | 100   |  |  |  |  |  |
|                                                                                |                                     |                                         |         |       |  |  |  |  |  |
| Voti non validi                                                                | Voti non validi                     | Voti non validi                         | 8 144   | 7,89  |  |  |  |  |  |
| Votanti                                                                        | Votanti                             | Votanti                                 | 103 169 | 92,87 |  |  |  |  |  |
| Elettori                                                                       | Elettori                            | Elettori                                | 111 093 |       |  |  |  |  |  |
|                                                                                |                                     |                                         |         |       |  |  |  |  |  |
| Nota: quorum del 65% non raggiunto; ripartizione dei seggi a livello regionale |                                     |                                         |         |       |  |  |  |  |  |
| Data: 28 aprile 1963                                                           |                                     |                                         |         |       |  |  |  |  |  |
| Fonte: Ministero dell'interno                                                  |                                     |                                         |         |       |  |  |  |  |  |

### V legislatura
|                                                                                | Giuseppe Pella ✔️ Eletto  | Democrazia Cristiana          | 51 250  | 53,84 |  |  |  |  |  |
|                                                                                | M. Pecollo                | PSI-PSDI Unificati            | 17 865  | 18,77 |  |  |  |  |  |
|                                                                                | Giuseppe Balbo ✔️ Eletto  | Partito Liberale Italiano     | 13 725  | 14,42 |  |  |  |  |  |
|                                                                                | E. Zonta                  | PCI - PSIUP                   | 9 752   | 10,24 |  |  |  |  |  |
|                                                                                | F. Colombo                | Partito Repubblicano Italiano | 1 631   | 1,71  |  |  |  |  |  |
|                                                                                | G. Cordero di Montezemolo | MSI - PDIUM                   | 966     | 1,01  |  |  |  |  |  |
| Totale                                                                         | Totale                    | Totale                        | 95 189  | 100   |  |  |  |  |  |
|                                                                                |                           |                               |         |       |  |  |  |  |  |
| Voti non validi                                                                | Voti non validi           | Voti non validi               | 7 205   | 7,04  |  |  |  |  |  |
| Votanti                                                                        | Votanti                   | Votanti                       | 102 394 | 94,46 |  |  |  |  |  |
| Elettori                                                                       | Elettori                  | Elettori                      | 108 398 |       |  |  |  |  |  |
|                                                                                |                           |                               |         |       |  |  |  |  |  |
| Nota: quorum del 65% non raggiunto; ripartizione dei seggi a livello regionale |                           |                               |         |       |  |  |  |  |  |
| Data: 19 maggio 1968                                                           |                           |                               |         |       |  |  |  |  |  |
| Fonte: Ministero dell'interno                                                  |                           |                               |         |       |  |  |  |  |  |

### VI legislatura
|                                                                                | Giuseppe Pella ✔️ Eletto | Democrazia Cristiana                    | 52 141  | 54,38 |  |  |  |  |  |
|                                                                                | Giuseppe Balbo ✔️ Eletto | Partito Liberale Italiano               | 11 723  | 12,23 |  |  |  |  |  |
|                                                                                | G. C. Comino             | Partito Socialista Italiano             | 11 582  | 12,08 |  |  |  |  |  |
|                                                                                | M. Pecollo               | Partito Socialista Democratico Italiano | 8 112   | 8,46  |  |  |  |  |  |
|                                                                                | L. Martino               | PCI - PSIUP                             | 8 004   | 8,35  |  |  |  |  |  |
|                                                                                | F. G. B. Conterno        | Partito Repubblicano Italiano           | 2 413   | 2,52  |  |  |  |  |  |
|                                                                                | C. G. Bima               | Movimento Sociale Italiano              | 1 903   | 1,98  |  |  |  |  |  |
| Totale                                                                         | Totale                   | Totale                                  | 95 878  | 100   |  |  |  |  |  |
|                                                                                |                          |                                         |         |       |  |  |  |  |  |
| Voti non validi                                                                | Voti non validi          | Voti non validi                         | 6 100   | 5,98  |  |  |  |  |  |
| Votanti                                                                        | Votanti                  | Votanti                                 | 101 978 | 94,96 |  |  |  |  |  |
| Elettori                                                                       | Elettori                 | Elettori                                | 107 395 |       |  |  |  |  |  |
|                                                                                |                          |                                         |         |       |  |  |  |  |  |
| Nota: quorum del 65% non raggiunto; ripartizione dei seggi a livello regionale |                          |                                         |         |       |  |  |  |  |  |
| Data: 7 maggio 1972                                                            |                          |                                         |         |       |  |  |  |  |  |
| Fonte: Ministero dell'interno                                                  |                          |                                         |         |       |  |  |  |  |  |

### VII legislatura
|                                                                                | Carlo Baldi ✔️ Eletto    | Democrazia Cristiana                    | 52 597  | 55,11 |  |  |  |  |  |
|                                                                                | Gaetano Capaldo          | Partito Comunista Italiano              | 13 927  | 14,59 |  |  |  |  |  |
|                                                                                | Giuseppe Balbo ✔️ Eletto | Partito Liberale Italiano               | 8 614   | 9,02  |  |  |  |  |  |
|                                                                                | Giovanni Giusta          | Partito Socialista Italiano             | 7 235   | 7,58  |  |  |  |  |  |
|                                                                                | Pietro Franco            | Partito Socialista Democratico Italiano | 6 389   | 6,69  |  |  |  |  |  |
|                                                                                | Vitale Robaldo           | Partito Repubblicano Italiano           | 4 106   | 4,30  |  |  |  |  |  |
|                                                                                | Edmondo Donghi           | Movimento Sociale Italiano              | 1 650   | 1,73  |  |  |  |  |  |
|                                                                                | Gianfranco Donadei       | Partito Radicale                        | 928     | 0,97  |  |  |  |  |  |
| Totale                                                                         | Totale                   | Totale                                  | 95 446  | 100   |  |  |  |  |  |
|                                                                                |                          |                                         |         |       |  |  |  |  |  |
| Voti non validi                                                                | Voti non validi          | Voti non validi                         | 5 732   | 5,67  |  |  |  |  |  |
| Votanti                                                                        | Votanti                  | Votanti                                 | 101 178 | 94,10 |  |  |  |  |  |
| Elettori                                                                       | Elettori                 | Elettori                                | 107 521 |       |  |  |  |  |  |
|                                                                                |                          |                                         |         |       |  |  |  |  |  |
| Nota: quorum del 65% non raggiunto; ripartizione dei seggi a livello regionale |                          |                                         |         |       |  |  |  |  |  |
| Data: 20 giugno 1976                                                           |                          |                                         |         |       |  |  |  |  |  |
| Fonte: Ministero dell'interno                                                  |                          |                                         |         |       |  |  |  |  |  |

### VIII legislatura
|                                                                                | Carlo Baldi ✔️ Eletto    | Democrazia Cristiana                         | 47 244  | 50,93 |  |  |  |  |  |
|                                                                                | Raffaele Costa ✔️ Eletto | Partito Liberale Italiano                    | 15 714  | 16,94 |  |  |  |  |  |
|                                                                                | L. Martino               | Partito Comunista Italiano                   | 11 937  | 12,87 |  |  |  |  |  |
|                                                                                | C. Nan                   | Partito Socialista Italiano                  | 6 059   | 6,53  |  |  |  |  |  |
|                                                                                | G. Boccardo              | Partito Socialista Democratico Italiano      | 5 086   | 5,48  |  |  |  |  |  |
|                                                                                | F. Conterno              | Partito Repubblicano Italiano                | 3 284   | 3,54  |  |  |  |  |  |
|                                                                                | G. Lazagna               | Partito Radicale - Nuova Sinistra Unita      | 1 646   | 1,77  |  |  |  |  |  |
|                                                                                | Momon Donghi             | Movimento Sociale Italiano                   | 1 336   | 1,44  |  |  |  |  |  |
|                                                                                | S. Perillo               | Costituente di Destra - Democrazia Nazionale | 458     | 0,49  |  |  |  |  |  |
| Totale                                                                         | Totale                   | Totale                                       | 92 764  | 100   |  |  |  |  |  |
|                                                                                |                          |                                              |         |       |  |  |  |  |  |
| Voti non validi                                                                | Voti non validi          | Voti non validi                              | 7 388   | 7,38  |  |  |  |  |  |
| Votanti                                                                        | Votanti                  | Votanti                                      | 100 152 | 92,64 |  |  |  |  |  |
| Elettori                                                                       | Elettori                 | Elettori                                     | 108 109 |       |  |  |  |  |  |
|                                                                                |                          |                                              |         |       |  |  |  |  |  |
| Nota: quorum del 65% non raggiunto; ripartizione dei seggi a livello regionale |                          |                                              |         |       |  |  |  |  |  |
| Data: 3 giugno 1979                                                            |                          |                                              |         |       |  |  |  |  |  |
| Fonte: Ministero dell'interno                                                  |                          |                                              |         |       |  |  |  |  |  |

### IX legislatura
|                                                                                | Francesco Mazzola ✔️ Eletto | Democrazia Cristiana                    | 36 648  | 41,44 |  |  |  |  |  |
|                                                                                | Raffaele Costa ✔️ Eletto    | Partito Liberale Italiano               | 20 741  | 23,45 |  |  |  |  |  |
|                                                                                | Franco Musella              | Partito Comunista Italiano              | 10 457  | 11,82 |  |  |  |  |  |
|                                                                                | Giuseppe Dalmasso           | Partito Socialista Italiano             | 6 421   | 7,26  |  |  |  |  |  |
|                                                                                | Giocondo Giacosa            | Partito Repubblicano Italiano           | 4 724   | 5,34  |  |  |  |  |  |
|                                                                                | Marco Altare                | Partito Socialista Democratico Italiano | 4 081   | 4,61  |  |  |  |  |  |
|                                                                                | Guido Lanteri               | Movimento Sociale Italiano              | 2 245   | 2,54  |  |  |  |  |  |
|                                                                                | Guido Giolitti              | Partito Radicale                        | 1 639   | 1,85  |  |  |  |  |  |
|                                                                                | Giuseppe Geymonat           | Democrazia Proletaria                   | 1 029   | 1,16  |  |  |  |  |  |
|                                                                                | Antonio Bodrero             | Lista per Trieste                       | 451     | 0,51  |  |  |  |  |  |
| Totale                                                                         | Totale                      | Totale                                  | 88 436  | 100   |  |  |  |  |  |
|                                                                                |                             |                                         |         |       |  |  |  |  |  |
| Voti non validi                                                                | Voti non validi             | Voti non validi                         | 10 076  | 10,23 |  |  |  |  |  |
| Votanti                                                                        | Votanti                     | Votanti                                 | 98 512  | 90,60 |  |  |  |  |  |
| Elettori                                                                       | Elettori                    | Elettori                                | 108 735 |       |  |  |  |  |  |
|                                                                                |                             |                                         |         |       |  |  |  |  |  |
| Nota: quorum del 65% non raggiunto; ripartizione dei seggi a livello regionale |                             |                                         |         |       |  |  |  |  |  |
| Data: 26 giugno 1983                                                           |                             |                                         |         |       |  |  |  |  |  |
| Fonte: Ministero dell'interno                                                  |                             |                                         |         |       |  |  |  |  |  |

### X legislatura
|                                                                                | Natale Carlotto ✔️ Eletto | Democrazia Cristiana                    | 39 210  | 43,36 |  |  |  |  |  |
|                                                                                | Raffaele Costa ✔️ Eletto  | Partito Liberale Italiano               | 17 562  | 19,42 |  |  |  |  |  |
|                                                                                | G. Pasquali               | Partito Comunista Italiano              | 9 051   | 10,01 |  |  |  |  |  |
|                                                                                | A. M. Cuneo               | Partito Socialista Italiano             | 7 327   | 8,10  |  |  |  |  |  |
|                                                                                | Tanchi Michelotti         | Partito Repubblicano Italiano           | 3 536   | 3,91  |  |  |  |  |  |
|                                                                                | A. Cairo                  | Partito Socialista Democratico Italiano | 2 318   | 2,56  |  |  |  |  |  |
|                                                                                | M. Scaglione              | Piemont Autonomia Regionale             | 2 261   | 2,50  |  |  |  |  |  |
|                                                                                | C. Drigani                | Movimento Sociale Italiano              | 2 154   | 2,38  |  |  |  |  |  |
|                                                                                | C. Sismondi               | Partito Radicale                        | 2 149   | 2,38  |  |  |  |  |  |
|                                                                                | M. Casana                 | Lista Verde                             | 1 796   | 1,99  |  |  |  |  |  |
|                                                                                | P. Pico                   | Piemont                                 | 1 188   | 1,31  |  |  |  |  |  |
|                                                                                | F. Calamida               | Democrazia Proletaria                   | 946     | 1,05  |  |  |  |  |  |
|                                                                                | C. Castelli               | Liga Veneta - Pensionati Uniti          | 537     | 0,59  |  |  |  |  |  |
|                                                                                | A. Serafino               | Movimento di Liberazione Fiscale        | 289     | 0,32  |  |  |  |  |  |
|                                                                                | A. Loro                   | Alleanza Popolare Pensionati            | 109     | 0,12  |  |  |  |  |  |
| Totale                                                                         | Totale                    | Totale                                  | 90 433  | 100   |  |  |  |  |  |
|                                                                                |                           |                                         |         |       |  |  |  |  |  |
| Voti non validi                                                                | Voti non validi           | Voti non validi                         | 8 559   | 8,65  |  |  |  |  |  |
| Votanti                                                                        | Votanti                   | Votanti                                 | 98 992  | 90,60 |  |  |  |  |  |
| Elettori                                                                       | Elettori                  | Elettori                                | 109 266 |       |  |  |  |  |  |
|                                                                                |                           |                                         |         |       |  |  |  |  |  |
| Nota: quorum del 65% non raggiunto; ripartizione dei seggi a livello regionale |                           |                                         |         |       |  |  |  |  |  |
| Data: 14 giugno 1987                                                           |                           |                                         |         |       |  |  |  |  |  |
| Fonte: Ministero dell'interno                                                  |                           |                                         |         |       |  |  |  |  |  |

### XI legislatura
|                                                                                | Natale Carlotto ✔️ Eletto | Democrazia Cristiana                    | 26 810  | 28,59 |  |  |  |  |  |
|                                                                                | Raffaele Costa ✔️ Eletto  | Partito Liberale Italiano               | 24 807  | 26,46 |  |  |  |  |  |
|                                                                                | Luciano Lorenzi           | Partito Democratico della Sinistra      | 15 904  | 16,96 |  |  |  |  |  |
|                                                                                | Franca Maria Turco        | Lega Nord                               | 5 414   | 5,77  |  |  |  |  |  |
|                                                                                | Pietro Franco             | Partito Socialista Italiano             | 4 553   | 4,86  |  |  |  |  |  |
|                                                                                | Marco Pasetto             | Lega Alpina Piemont                     | 2 817   | 3,00  |  |  |  |  |  |
|                                                                                | Gianfranco Rizzo          | Partito Repubblicano Italiano           | 2 678   | 2,86  |  |  |  |  |  |
|                                                                                | Concetta Giugia           | Partito della Rifondazione Comunista    | 2 130   | 2,27  |  |  |  |  |  |
|                                                                                | Marianna Abrate           | Federazione dei Verdi                   | 2 009   | 2,14  |  |  |  |  |  |
|                                                                                | Renzo Civardi             | Movimento Sociale Italiano              | 1 577   | 1,68  |  |  |  |  |  |
|                                                                                | Filippo De Jorio          | La Lega Casalinghe-Pensionati           | 1 543   | 1,65  |  |  |  |  |  |
|                                                                                | Pio Golinelli             | Partito Pensionati                      | 1 180   | 1,26  |  |  |  |  |  |
|                                                                                | Federico Zeri             | Sì Referendum                           | 840     | 0,90  |  |  |  |  |  |
|                                                                                | Franco Ripa               | Federalismo - Pensionati Uomini Vivi    | 614     | 0,65  |  |  |  |  |  |
|                                                                                | Franco Rabellino          | Partito Socialista Democratico Italiano | 530     | 0,57  |  |  |  |  |  |
|                                                                                | Anacleta Salvetti         | Verdi Verdi                             | 356     | 0,38  |  |  |  |  |  |
| Totale                                                                         | Totale                    | Totale                                  | 93 762  | 100   |  |  |  |  |  |
|                                                                                |                           |                                         |         |       |  |  |  |  |  |
| Voti non validi                                                                | Voti non validi           | Voti non validi                         | 6 356   | 6,35  |  |  |  |  |  |
| Votanti                                                                        | Votanti                   | Votanti                                 | 100 118 | 89,20 |  |  |  |  |  |
| Elettori                                                                       | Elettori                  | Elettori                                | 112 241 |       |  |  |  |  |  |
|                                                                                |                           |                                         |         |       |  |  |  |  |  |
| Nota: quorum del 65% non raggiunto; ripartizione dei seggi a livello regionale |                           |                                         |         |       |  |  |  |  |  |
| Data: 5 aprile 1992                                                            |                           |                                         |         |       |  |  |  |  |  |
| Fonte: Ministero dell'interno                                                  |                           |                                         |         |       |  |  |  |  |  |